# Mesophalera sigmata
Mesophalera sigmata är en fjärilsart som beskrevs av Butler 1877. Mesophalera sigmata ingår i släktet Mesophalera och familjen tandspinnare. Inga underarter finns listade i Catalogue of Life.